# Józef Koffler
Cet article possède un paronyme, voir Kofler.
Józef Koffler (né le 28 novembre 1896 à Stry, alors en Autriche-Hongrie, aujourd'hui en Ukraine, et mort en 1944 en Pologne), est un compositeur et pédagogue polonais. Koffler était un des principaux représentants de l'avant-garde musicale polonaise de la première moitié du XXe siècle.

## Biographie
Józef Koffler étudie la musique de 1914 à 1916 et de 1918 à 1924 à Vienne, en Autriche. Ses professeurs sont Paul Graener et Felix Weingartner. De 1921 à 1924, il suit l'enseignement d'Arnold Schönberg. En 1923, il obtint un doctorat avec Guido Adler.
Puis entre 1928 et 1941, il enseigna à Lvov. Il obtient une chaire — plutôt inhabituelle — de composition dodécaphonique à l'académie de musique. Parmi ses élèves figure Roman Haubenstock-Ramati pour les années 1920-1923.
Koffler réalise des arrangements, comme celui pour orchestre de chambre des Variations Goldberg de Jean-Sébastien Bach.
En juin 1941, l'armée allemande envahit la Pologne orientale, devenue soviétique en septembre 1939. Koffler se cache mais est assassiné avec sa famille durant une rafle en 1944. La date exacte de sa mort reste inconnue.

## Liste des œuvres
- Chanson Slave (avant 1918)
- Deux chansons – pour soprano et piano op.1 (1917)
- Ouverture "Hanifa" op. 2 (disparu)
- Suite oriental op. 3 (disparu)
- Idylle pour orchestre de chambre op. 4 (disparu)
- Quatuor à cordes op. 5 (disparu)
- 40 Chansons populaires polonaises op. 6 (1925)
- Musique de ballet op. 7 (1926)
- Musique. Quasi una sonata op. 8, pour Karol Szymanowski (1927)
- 15 variations d'après une suite de douze tons op. 9 (1927)
- Trio à cordes op. 10 (1928)
- 1re symphonie op. 11 (1930)
- Sonatine op. 12 (1930)
- 15 variations d'après une suite de douze tons op. 9a, orchestration de opus 9 (1931)
- Concerto pour piano op. 13 (1932)
- Cantata l’Amour pour voix, alto, violoncelle et clarinette op.14 (1931)
- Ballet-Oratorium Pour les danseurs, soprano et baryton solo, chœur et orchestre op. 15 (1932)
- Divertisment (Petite sérénade) Pour hautbois, clarinette et basson op.16 (1931, disparu)
- II Symphonie op. 17 (1933)
- Capriccio pour violon et piano op. 18 (1936)
- Sonata pour piano op. 19 (1935, disparu)
- Quatuor à cordes op. 20 (1934, disparu)
- III Symphonie op. 21 (1935)
- Quatre poèmes for violin and piano op. 22 (1935)
- Variations sur une valse de Johann Strauss op. 23 (1935)
- Élaboration de chants de Noël polonais pour chœur (1934-1936) Quatre Poèmes pour chant et piano (1936, édition Maurice Senart, Paris)
- Polonais suite pour orchestre de chambre op. 24 (1936)
- Petite suite en fonction de"Klavierbüchlein für Anna Magdalena Bach" de Johan Sebastian Bach (environ de 1937, disparu)
- Orchestration de "Goldberg variations" de J. S. Bach pour petit orchestre (1938)
- Händeliana, 30 variations sur le thème de la Passacaille de George Frideric Handel|Händel (avant 1940, disparu)
- Ouverture joyeuse op. 25 (1940, disparu)
- IV Symphonie  op.2 6 (1940)
- Quatre morceaux pour les enfants pour piano (avant 1940)
- Ukrainien croquis op. 27 pour quatuor à cordes (avant 1941)
- Musique pour le drame scénique (disparu)

## Discographie
- Musique de ballet, op. 7 dans L'école de Vienne - maîtres et disciples - Steffen Schleiermacher, piano (23-25 février 2005, MDG MDG6131433) (OCLC 166400470) — avec d'autres œuvres pour piano d'Arnold Schönberg, Egon Wellesz, Hanns Eisler, Roberto Gerhard, Viktor Ullmann et Hanns Jelinek.
- Sonatine pour piano op. 12 - Joseph Holt, piano (1997, Darkness & Light, Vol. 2, JDT 3086, 1182819)
- Pièces pour piano I : 40 chansons folkloriques polonaises, op. 6 ; Musique quasi una sonata, op. 8 ; Sonatine, op. 12 - Sternlicht Elzbieta, piano (4-7 janvier 2005, Acte Préalable, AP0123) (OCLC 432023361)
- Pièces pour piano II : Musique de ballet, op. 7 ; 15 variations d'après une suite de douze sons, op. 9 ; Variations sur une valse de Johann Strauss, op. 23, etc. - Sternlicht Elzbieta, piano (4-7 janvier 2005, Acte Préalable, AP0122) (OCLC 431996229)
- Trio à cordes, op. 10 et Die Liebe, cantate, op. 14 - Barbara Hannigan, soprano ; Membre des the Ebony Band, dir. Werner Herbers (3 octobre 2009, Channel Classics) (OCLC 839041341) — avec le Quintette pour clarinette, basson, violon, violoncelle et piano de Constantin Regamey.
- Pièces pour piano (op. 6, 8, 12 et 23) et Trio à cordes, op. 10 - Martin von der Heydt, piano ; Trio Zebra (24 novembre 2007, 21, 27-28 octobre 2014, CPO) (OCLC 980003026) — avec Spur de Johannes Schöllhorn - Österreichisches Ensemble für Neue Musik, dir. Johannes Kalitzke.